# مایکل اربی
مایکل کلینتون اربی (به انگلیسی: Michael Irby) بازیگر سینما و تلویزیون آمریکایی است.شهرت او بیشتر به دلیل بازی نقش مامور چارلز گری در سریال یگان است.
از فیلم‌ها یا برنامه‌های تلویزیونی که وی در آن نقش داشته است می‌توان به اوزیریس، شهروند مطیع قانون اشاره کرد.